# 김윤설
김윤설(1998년 8월 13일 ~ )은 대한민국의 가수다. 2013년 싱글 [남과 여 2013]으로 데뷔했다. 개명 전 이름은 김명주였다. 현재는 구리시 홍보대사로 활동 중이며 소속사 없이 개인적으로 활동한다고 했다 

## 방송
- 보이스 키즈 - 우승
- 보이스 코리아 2020 - Top32
- 너목보 시즌7 8회 출연
- 퍼펙트 싱어 1회 출연

## 음반
- 남과 여 2013 (2013)
- Finally Good-Bye (2014)